# Canton de Noyelles-sous-Lens
Le canton de Noyelles-sous-Lens est une division administrative française située dans le département du Pas-de-Calais et la région Nord-Pas-de-Calais.

## Géographie

Le canton de Noyelles-sous-Lens dans l'arrondissement de Lens

Ce canton est organisé autour de Noyelles-sous-Lens dans l'arrondissement de Lens. Son altitude varie de 22 m (Fouquières-lès-Lens) à 45 m (Billy-Montigny) pour une altitude moyenne de 38 m.

## Histoire
Le canton a été créé en 1992. Il a été supprimé en 2014.

## Administration
| Période | Période | Identité                        | Étiquette | Qualité                                               |
| ------- | ------- | ------------------------------- | --------- | ----------------------------------------------------- |
| 1992    | 2001    | Otello Troni                    | PCF       | Chef de service Maire de Billy-Montigny (1977-1999)   |
| 2001    | 2015    | Bruno Troni (fils du précédent) | PCF       | Chef d'entreprise Maire de Billy-Montigny depuis 1999 |

## Composition
Le canton de Noyelles-sous-Lens groupe 3 communes et compte 21 659 habitants (recensement de 2006 population municipale).
| Communes            | Population (2012) | Code postal | Code Insee |
| ------------------- | ----------------- | ----------- | ---------- |
| Billy-Montigny      | 8 018             | 62420       | 62133      |
| Fouquières-lès-Lens | 6 600             | 62740       | 62351      |
| Noyelles-sous-Lens  | 7 041             | 62221       | 62628      |

## Démographie
| 1999   | 2006   | 2011   | 2012   |
| ------ | ------ | ------ | ------ |
| 22 653 | 21 659 | 21 607 | 21 608 |